# Jukka Gustafsson
Jukka Tapani Gustafsson (ur. 2 stycznia 1947 w Turku) – fiński polityk, wieloletni poseł do Eduskunty, od 2011 do 2013 minister edukacji.

## Życiorys
Kształcił się w Tampere. W 1974 uzyskał dyplom z zakresu nauk społecznych, a dwa lata później został magistrem. Od 1964 pracował jako mechanik, w latach 70. był planistą w sektorze edukacyjnym. Od 1977 do 1987 pełnił funkcję dyrektora instytutu.
Zaangażował się w działalność Socjaldemokratycznej Partii Finlandii. W 1983 po raz pierwszy uzyskał mandat deputowanego do Eduskunty. Od tego czasu skutecznie ubiegał się o reelekcję w kolejnych wyborach w 1987, 1991, 1995, 1999, 2003, 2007, 2011, 2015 i 2019, startując w okręgu wyborczym Pirkanmaa.
22 czerwca 2011 objął stanowisko ministra edukacji w rządzie Jyrkiego Katainena. Zakończył urzędowanie 24 maja 2013.